# Sapho infumosa
Sapho infumosa – gatunek ważki z rodziny świteziankowatych (Calopterygidae). Występuje w Afryce Zachodniej; stwierdzony na Wybrzeżu Kości Słoniowej, w Gwinei, Liberii i Senegalu; możliwe, że także w Sierra Leone, ale wymaga to potwierdzenia.